# 62. Модель для складання
«62. Модель для складання» — антироман аргентинського письменника Хуліо Кортасара, написаний у Парижі 1968 року. Зародок цієї «абстрактної», за словами письменника, книги міститься у розділі 62 роману «Гра в класики» (1962).
Роман є в'язкою сюжетних ліній, дія яких відбувається в Парижі, Лондоні та Відні. Головний герой — аргентинський перекладач Хуан, який, подібно до самого Кортасара, живе в Парижі і працює на ЮНІСЕФ. Письменник називав цю експериментальну книгу «своєю потворною, але улюбленою дитиною»:

«62. Модель для складання» — найважча, найболісніша з моїх книг через техніку, яку вона мені нав'язала. Тому, коли я її закінчив, відчув не стільки задоволення, скільки велике полегшення.